# Compilație (literatură)
În literatură, o compilație este fuziunea într-un singur text a unor texte de origini diferite.